# Vialle
Vialle, som officiellt heter Vialle Alternative Fuel Systems B.V., är ett nederländskt företag som tillverkar anläggningar för fordon med motorgas- eller fordonsgasdrift. Företaget startade 1967 och opererar över hela världen.
Senaste tekniken från Vialle är LPi-systemet där motorgasen inte går genom en förångare, utan insprutas som vätska direkt in i motorn. Föraren märker ingen skillnad mellan att köra på bensin eller motorgas.